# اجانتا (فیلم ۱۹۸۷)
«اجانتا» (انگلیسی: Ajantha (1987 film)) یک فیلم است که در سال ۱۹۸۷ منتشر شد.